# Шахта «Ломуватська»
ДВАТ "Шахта «Ломуватська». Входить до ДХК «Луганськвугілля». Розташована у смт. Ломуватка, Брянківської міськради Луганської області.
Стала до ладу у 1958 р з виробничою потужністю 285 тис.т вугілля на рік. Фактичний видобуток 1206/171 т/добу (1990/1999). У 2003 р видобуто 94 тис.т. вугілля.
Максимальна глибина 400 м (1990—1999). Шахтне поле розкрите 2-а вертикальними стволами. У 1990/1999 розробляла відповідно пласти l6, l4, m3 потужністю 0,7-1,0 м, кути падіння 21°. У 2002 р — пласти m3, l6 потужністю 0,5-1,4 м, кут падіння 5—30°.
Шахта небезпечна за раптовими викидами вугілля і газу.
Кількість працюючих: 1801/946 осіб, в тому числі підземних 1131/561 осіб (1990/1999).
Адреса: 94194, вул. Херсонська, 11а, смт. Ломуватка, м. Брянка, Луганської обл.